# Luis Calvo
Luis Calvo is een provincie in het departement Chuquisaca in Bolivia. De provincie heeft een oppervlakte van 13.299 km² en heeft 19.139 inwoners (2012). De hoofdstad is Villa Vittorio Guzman.
Luis Calvo is verdeel in drie gemeenten:
- Huacaya
- Macharetí
- Villa Vaca Guzmán

Belisario Boeto · 
Hernando Siles · 
Jaime Zudáñez · 
Juana Azurduy de Padilla · 
Luis Calvo · 
Nor Cinti · 
Oropeza · 
Sud Cinti · 
Tomina · 
Yamparáez